# Nyctinomops laticaudatus
Nyctinomops laticaudatus (E.Geoffroy, 1805) è un pipistrello della famiglia dei Molossidi diffuso nell'America centrale e meridionale.

## Descrizione

### Dimensioni
Pipistrello di piccole dimensioni, con la lunghezza della testa e del corpo tra 50 e 64 mm, la lunghezza dell'avambraccio tra 41 e 45 mm, la lunghezza della coda tra 35 e 48 mm, la lunghezza del piede tra 10 e 12 mm, la lunghezza delle orecchie tra 19 e 21 mm, l'apertura alare fino a 33,5 cm e un peso fino a 16 g.

### Aspetto
La pelliccia è corta e densa. Le parti dorsali sono marroni scure, con la base dei peli bianca, mentre le parti ventrali sono giallo-rosate, con la base dei peli bruno-grigiastra. Il muso è appuntito, rivolto all'insù e con il labbro superiore ricoperto di pliche cutanee. Le narici sono sporgenti. Le orecchie sono grandi, arrotondate e con il margine interno unito sulla fronte. Il trago è piccolo e squadrato, mentre l'anti-trago è allungato. Le membrane alari sono lunghe, strette, prive di peli, semi-trasparenti e attaccate posteriormente sulla caviglia. Il pollice è molto corto. Le parti ventrali del femore e di parte della tibia sono ricoperte di pieghe cutanee che si estendono fino ai genitali. La coda è lunga, tozza e si estende ben oltre l'ampio uropatagio. Il cariotipo è 2n=48 FNa=58.

## Biologia

### Comportamento
Si rifugia all'interno di grotte, soltanto in Messico, cavità di alberi, edifici ed ammassi rocciosi. Forma colonie tra 150 e 1.000 individui.

### Alimentazione
Si nutre di insetti, particolarmente coleotteri e lepidotteri.

### Riproduzione
Si riproduce durante la stagione delle piogge. Femmine gravide sono state catturate in Messico durante la seconda metà di luglio e agosto, in Honduras in marzo e a Cuba tra giugno e luglio. Nella parte meridionale dell'areale invece sono state catturate nel mese di settembre. Danno alla luce un piccolo alla volta, il quale apre gli occhi già qualche ora dopo.

## Distribuzione e habitat
Questa specie è diffusa dalle coste orientali e occidentali del Messico attraverso l'America centrale, Cuba, Giamaica fino all'Ecuador e l'Argentina settentrionale.
Vive nelle foreste tropicali sempreverdi, foreste umide sub-tropicali, foreste tropicali decidue, boscaglie di xerofite, foreste paludose, mangrovie, boschi temperati di pini e querce fino a 1.700 metri di altitudine.

## Tassonomia
Sono state riconosciute 5 sottospecie:
- N.l.laticaudatus: Argentina nord-orientale, Paraguay orientale, Brasile sud-orientale;
- N.l.europs (H. Allen, 1889): Venezuela, Colombia, Perù e Bolivia orientali, Guyana, Suriname, Guyana francese, Brasile, Paraguay occidentale, Argentina settentrionale;
- N.l.ferruginea (Goodwin, 1954): Coste centro-orientali e centro-occidentali del Messico;
- N.l.macarenensis (Barriga-Bonilla, 1965): Venezuela nord-occidentale, Colombia occidentale, Ecuador, Perù nord-occidentale; isola di Trinidad;
- N.l.yucatanicus (Miller, 1902): Messico meridionale e Penisola dello Yucatán, Belize, Guatemala, Honduras settentrionale, El Salvador, Panama, Cuba.

## Conservazione
La IUCN Red List, considerato il vasto areale e la popolazione presumibilmente numerosa, classifica N.laticaudatus come specie a rischio minimo (Least Concern)).